# بريد (لعبة فيديو)
بريد (بالإنجليزية: Braid، وتعني "جديلة") هي لعبة فيديو ألغاز و‌منصات طورها جوناثان بلو (المشهور باسم نامبر نون). أُصدرت اللعبة في البداية لمنصة إكس بوكس 360 في خدمة إكس بوكس لايف آركيد. طُورت نسخ من اللعبة وأُصدرت لمنصات مايكروسوفت ويندوز في 10 أبريل 2009 و‌أو إس إكس في 20 مايو 2009 و‌بلاي ستيشن 3 في 12 نوفمبر 2009 و‌لينكس في 14 ديسمبر 2010.
تعد بريد حجر الزاوية في نمو صناعة تطوير الألعاب المستقلة منذ إصدارها في 2008. ظهرت اللعبة في الفيلم الوثائقي لعبة مستقلة: الفيلم في 2012 على أنها إحدى نجاحات الألعاب المستقلة. وحتى 2015، جنت اللعبة حوالي 6 ملايين دولار، والتي استخدمها بلو لتمويل لعبته التالية بعنوان الشاهد.

## وصلات خارجية
- بريد على موقع IMDb (الإنجليزية)
- الموقع الرسمي